# Ambleside
Ambleside är en ort i civil parish Lakes i grevskapet Cumbria i nordvästra England. Orten ligger i distriktet Westmorland and Furness vid sjön Windermeres norra ände. Den ligger i nationalparken Lake District. Tätorten (built-up area) hade 2 529 invånare vid folkräkningen år 2011. Ambleside var en civil parish 1866–1974 när blev den en del av Lakes. Civil parish hade 2 562 invånare år 1961.
Namnet kommer ifrån fornnordiskans Á-mel-sǽtr, vilket betyder "flod – sandbank – sommarbetesmark".